# Vincent Cespedes

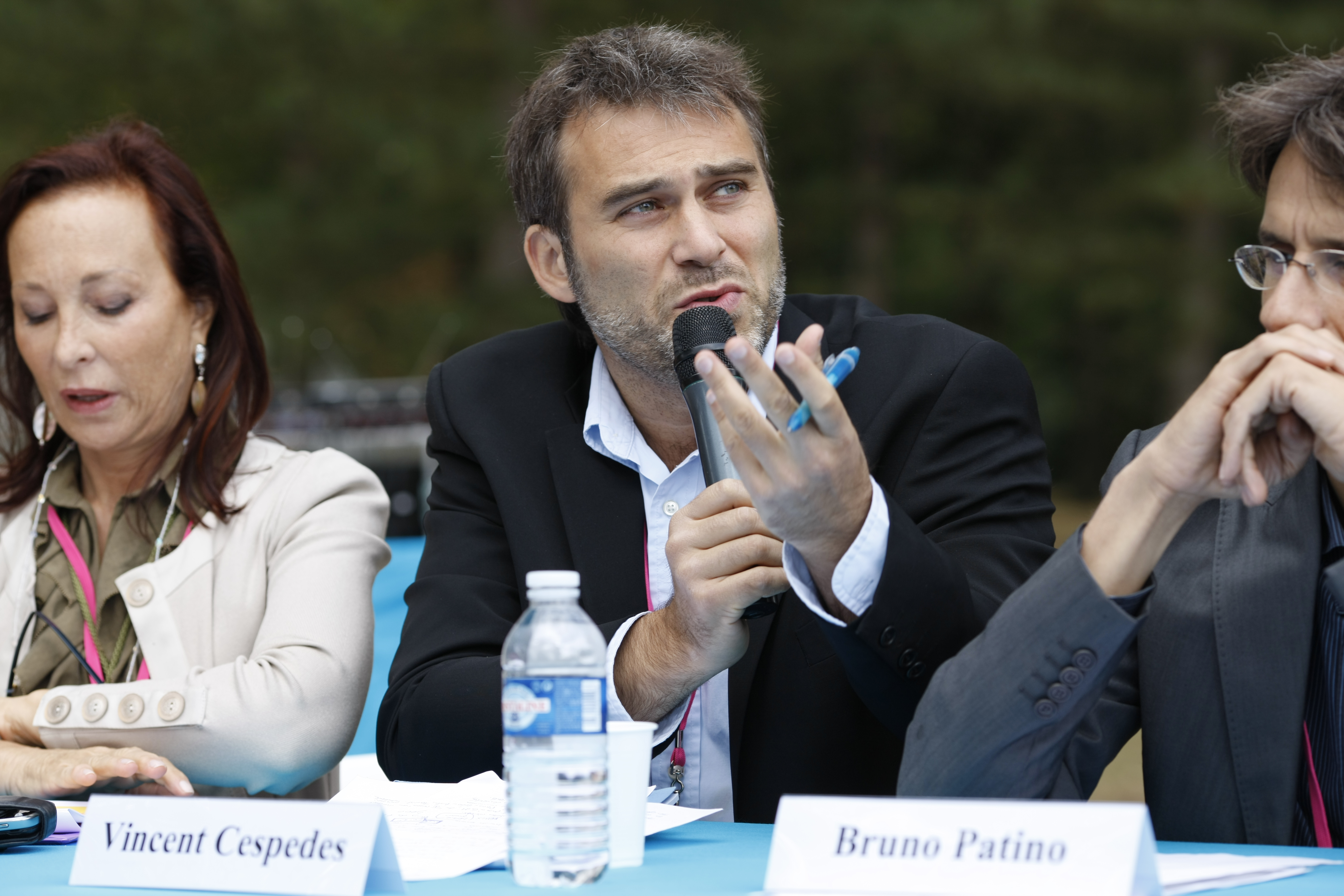
Vincent Cespedes, 2009.

Vincent Cespedes (Aubervilliers. França, 14 de Setembro de 1973), filósofo e escritor francês, é autor de ensaios acerca de temas variados.
Em 2004, publicou um romance que aborda: preconceitos racistas, o pan-africanismo e Cheikh Anta Diop. Em 2008, tornou-se director da colecção, que criou nas Éditions Larousse, « Philosopher »
Segundo o Le Nouvel Observateur, Vincent Cespedes está entre as 50 estrelas do pensamento. Segundo o "Nouvel Obs" «Vincent Cespedes, entre outras coisas, denunciou o embrutecimento da juventude pela 'telerrealidade' e pela hipermediatização da violência urbana - segundo ele, responsáveis pela virada à direita de uma sociedade aterrorizada.» Cespedes também foi incluído entre os nove « intelectuais do século XXI pelo  Le Journal du dimanche.

## Obras
Romances
- 2004 : Maraboutés (Fayard)

Ensaios
- 2001 : I Loft You (Mille et Une Nuits) — o primeiro livro sobre a « telerealidade »
- 2002 : La Cerise sur le béton. Violences urbaines et libéralisme sauvage (Flammarion, rééd. 2005)
- 2002 : Sinistrose. Pour une renaissance du politique (Flammarion) — acerca do dia 21 de Abril de 2002
- 2003 : Je t'aime. Une autre politique de l'amour (Flammarion) — outra forma de abordar o Amor
- 2006 : Mélangeons-nous. Enquête sur l'alchimie humaine (Maren Sell).[4]
- 2007 : Mot pour mot. Kel ortograf pr 2m1 ? (Flammarion) — diálogo, transcrito sob forma de romance, acerca da ortografia francesa
- 2008 : Mai 68, La philosophie est dans la rue ! (Larousse, coll. « Philosopher »)[5]
- 2010 : Magique étude du Bonheur (Larousse, coll. « Philosopher »)[6]
- 2010 : L'Homme expliqué aux femmes (Flammarion)[7]

Iniciação
- 2006 : Contre-Dico philosophique (Milan)
- 2008 : Tous philosophes ! 40 invitations à philosopher (Albin Michel)
- 2009 : J'aime, donc je suis. A la découverte de votre philosophie amoureuse (Larousse)

Diversos
- 1999 : Concours de professeur des écoles. Dossiers d'entretien (Vuibert, rééd. 2000)